# Movistar
Movistar er et spansk telekommunikations-brand, der ejes af Telefónica. Movistar-brandet kendes i Spanien, Sydamerika og Mellemamerika. Forretningsomfanget omfatter fastnet, bredbånd, Mobiltelefoni og tv.
Movistar-brandet blev lanceret i Spanien i 1995. 5. april 2005 opkøbte Telefónica BellSouths mobiltelefoni-division og forretningen blev udvidet til Sydamerika.
Movistar er hovedsponsor for cykelholdene Movistar Team og Movistar Team Women.